# ستيفان كامباغنولو
ستيفان كامباغنولو (بالفرنسية: Stefan Campagnolo)‏ هو لاعب كرة قدم فرنسي في مركز حراسة المرمى، ولد في 13 مارس 1969. لعب مع بولدكلوبن فرم.